# Radio Club de Honduras
Der Radio Club de Honduras (RCH), deutsch „Honduranischer Amateurfunkverband“, wörtlich „Amateurfunkverein von Honduras“, ist die nationale Vereinigung der Funkamateure in Honduras.

## Geschichte
Der RCH wurde am 26. Juli 1958 als privatrechtliche Organisation gegründet. Zweck ist die wissenschaftliche und technische Forschung sowie die Praxis des Amateurfunks, auch als sozial verbindendes Element, zu fördern. Er vertritt seine Mitglieder bei nationalen und internationalen Behörden und Organisationen.
Er betreibt das QSL-Kartenbüro für Honduras und verfügt über eine eigene Klubstation in San Pedro Sula, die unter dem Rufzeichen HR2RCH auf Sendung geht. Dort finden jeden Montag um 19:30 Uhr Sitzungen statt. Gäste sind willkommen.
Der RCH ist Mitglied in der International Amateur Radio Union (IARU Region 2), der internationalen Vereinigung von Amateurfunkverbänden, und vertritt dort die Interessen der Funkamateure des Landes.